# Nepenthes rigidifolia
Nepenthes rigidifolia Akhriadi, Hernawati & Tamin, 2004 è una pianta carnivora della famiglia Nepenthaceae, endemica di Sumatra.

## Conservazione
La Lista rossa IUCN classifica Nepenthes rigidifolia come specie in pericolo critico di estinzione (Critically Endangered). Ne è nota una unica popolazione, che cresce su un terrapieno ai bordi di una strada montana nel nord di Sumatra, a 1400–1600 m di altitudine.